# 聖アグネス
聖アグネス（ラテン語：Sancta Agnes, 291年 - 304年）は、カトリック教会・聖公会・ルーテル教会・正教会・非カルケドン派の聖人で殉教者。13歳（12歳とも）で殉教したと伝えられる。
ローマの聖アグネスや聖イネス、聖女アグネス、聖女アニエスとしても知られている。日本正教会では聖致命女アグニヤと呼ばれる。イタリア語名に基づけば聖アニェーゼ。ローマの教会名の「サンタニェーゼ (Sant'Agnese) 」「サンタ・アニェーゼ」の発音が融合（エリジオン）したものである。

## 概要
聖アグネスは、カトリック教会のミサで記念される女性の中で聖母マリアを除いた7人の中の1人である。西方教会において、彼女は純潔・少女・夫婦・性暴力被害者・庭師の守護聖人である。西方教会での記念日は1月21日であるが、カトリック教会においては第二バチカン公会議後の教会暦改正が行われるまでは1月28日も記念日であった。
聖公会の主教座聖堂（日本では京都市の聖アグネス教会）を始めとする世界中の何百もの教会が、彼女を記念してその名を冠せられている。また、彼女の名前はラテン語で子羊を意味するagnus（アグヌス、アニュス）と似ていることからしばしば子羊と一緒に描かれるが、実際はギリシャ語の形容詞で「処女の、純潔な、神聖な」という意味のhagnē (ἁγνή) に由来しているとされている。ガンダースハイムのロスヴィータは10世紀頃に聖アグネスの詩を書いている。
また、聖アグネスの祝日には興味深い習慣がある。それは、2匹の子羊をローマにあるトラピスト修道団のトレ・フォンターネ修道院からローマ教皇に送り、その後聖金曜日にその子羊の毛を刈り取り、そこから得たウールで新たに聖別された大司教に教皇が与えるパリウムが編まれる、というものである。

## 生涯

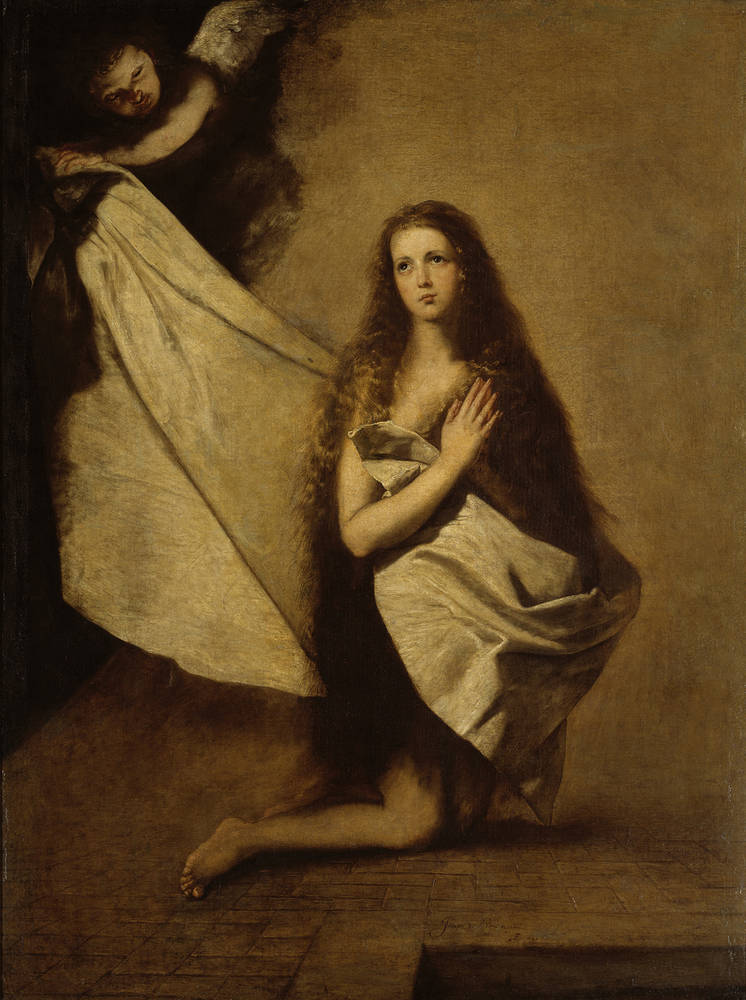
ホセ・デ・リベーラ画『聖アグネス』 (アルテ・マイスター絵画館、ドレスデン)。ローマ長官の横暴に屈しなかったので報復のため全裸にされた時、彼女の髪の毛が伸びて全身を覆ったという伝説を描いたもの。左上から天使が彼女の裸体に布を巻いている。

伝説によると、聖アグネスは291年にローマの上流階級でキリスト教徒の一家に生まれた。聡明な美少女であったが、13歳になった304年1月21日にローマ皇帝ディオクレティアヌスの統治下で殉教した。なお『黄金伝説 (Golden Legend) 』ではコンスタンティヌス1世治下の309年に殉教したと記述されている。
当時はローマ帝国でキリスト教が迫害されていた時代で、多くの信徒が信仰を守り殉教していった。アグネスはその姿を見て、自分も信仰を守り抜き神に身を捧げたいと願うようになった。
長官センプロニウスは、アグネスが自分の息子と結婚することを望んだが、アグネスがそれを拒否すると、センプロニウスは彼女がキリスト教徒であると告発した。アグネスは異教の女神 (Vesta) に供物を捧げるか、売春宿に行くかの選択を迫られたが、彼女は信仰からその要求を拒否した。アグネスの衣服は剥ぎ取られ、一糸まとわぬ姿で売春宿へ連れていかれたが、神がアグネスの髪を伸ばされたため彼女の身体は足まで隠された。アグネスが売春宿に入ると、神から遣わされた天使が待っており、彼女を取り囲んで守り、男たちは彼女を見ることも近づくこともできなかった。
アグネスは拷問を受けても棄教しなかったため死刑を宣告されたが、彼女は「キリストは私の花婿です。最初に選んでくださったのはキリストですから、私はその方に従います」と屈しなかった。アグネスは火刑に処されることとなったが、士官は大きな火を起こすことはできず、炎は2つに分かれてそれぞれ争い、彼女は火を感じることはなかった。その後、士官は彼女の身体を剣で突き刺すことを命じ、アグネスは殉教した。
アグネスの死から数日後、彼女の墓で祈っていたエメレンティアナという少女が、自分はアグネスの乳母の娘であると主張した。エメレンティアナは墓から去ろうとしなかったため、それを非難した非キリスト教徒に石で打たれ殺害された。このエメレンティアナも後に列聖されている。

## 崇敬
ミラノ勅令によりキリスト教を公認し、自らもキリスト教徒に改宗したローマ皇帝コンスタンティヌス1世は、アグネスの墓の前で自分の娘に洗礼を受けさせたと伝えられる。のちに墓の上には聖アグネス聖堂が建てられた。
ローマでは2箇所で彼女の聖遺物が崇敬されている。アグネスの躯体骨はローマのサンタニェーゼ・フオリ・レ・ムーラ聖堂（壁の外の聖アグネス記念堂）で、頭蓋骨はアグネスの墓があるカタコンベの上のナヴォーナ広場に建てられた聖アグネス聖堂でそれぞれ保存されている。

## 大衆文化での聖アグネス
- 聖アグネスは若い少女たちの守護聖人であるが、セント・アグネス・イブ（1月20日 - 21日）に夕食を抜いて眠ると、夢で未来の夫を見るという民間伝承がある。この迷信はジョン・キーツの詩『The Eve of Saint Agnes』で不朽のものになった（例：アグネスの泉）。
- クリスマス・キャロル『ウェンセスラスはよい王様』では、小作人が聖アグネスの泉に住んでいたと歌われる。"right against the forest fence, by Saint Agnes' fountain"
- 1854年に枢機卿ニコラス・ワイズマンが著した歴史小説 Fabiola or the Church of the Catacombs（『ファビオラあるいはカタコンベの教会』）の中では、アグネスは主人公の10代のいとこで親友の、言葉遣いの穏やかな気高く美しい女性として描かれている。
- イギリスの歌手スティングは、1991年発表のアルバム『ソウル・ケージ』の収録曲の1つに "Saint Agnes and The Burning Train" というタイトルをつけた。

## ギャラリー

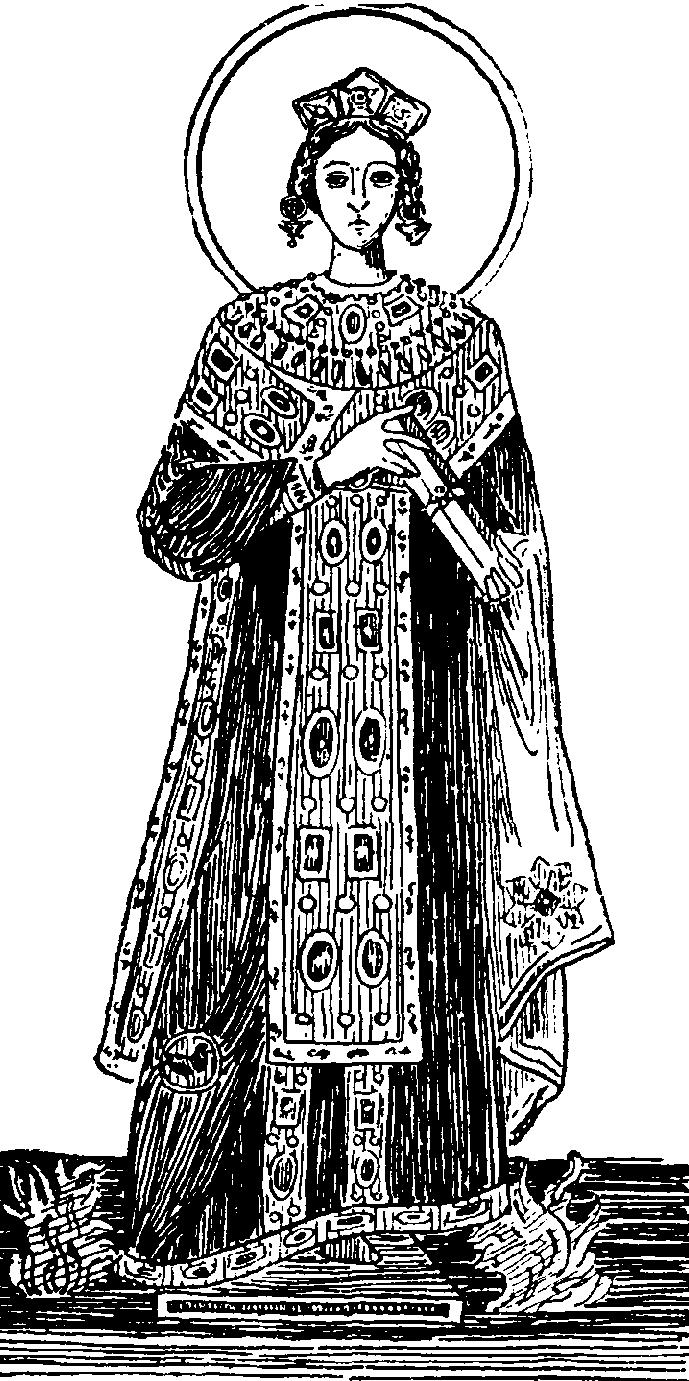
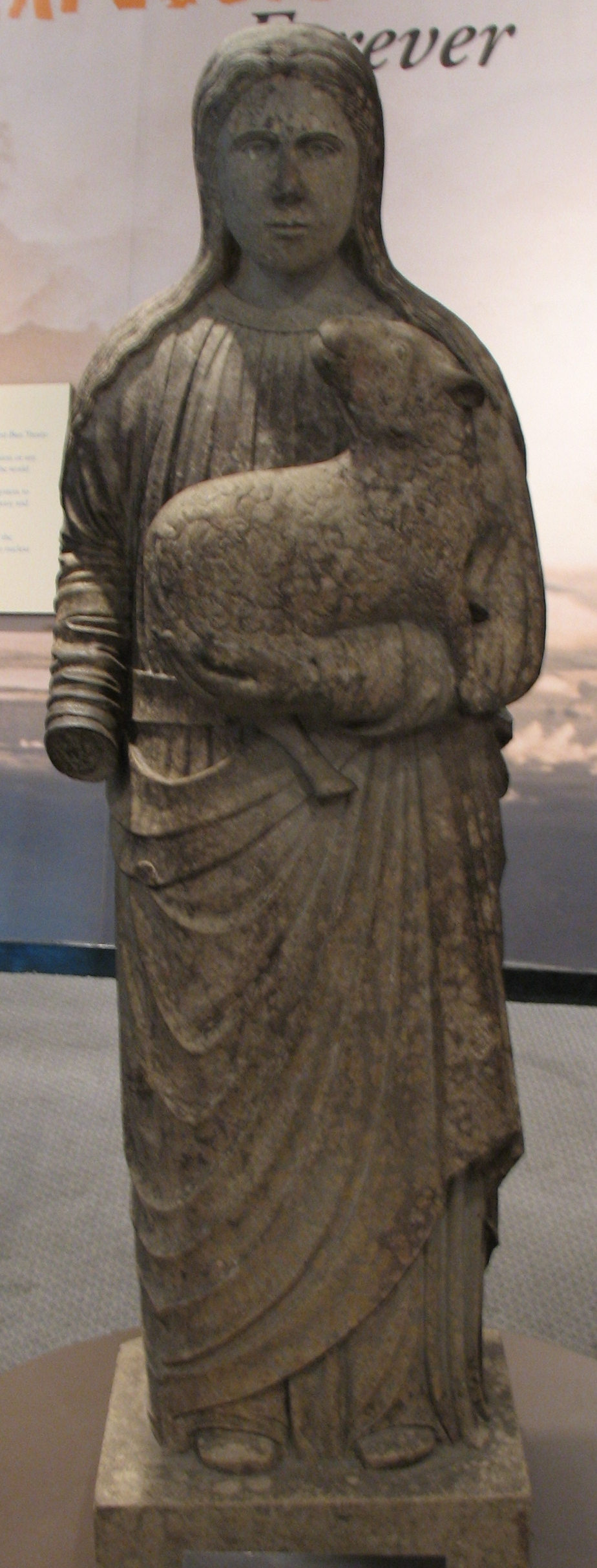
浦上天主堂の被爆聖アグネス像

## 参考資料
- “St. Agnes of Rome”. Catholic Encyclopedia.   New Advent. 2016年1月27日閲覧。
- “Chapter II.”. NPNF2-10. Ambrose: Selected Works and Letters.   Christian Classics Ethereal Library. 2016年1月27日閲覧。
- Rev. Alban Butler. “January 21, St. Agnes, Virgin and Martyr”. The Lives of the Saints.. 2016年1月27日閲覧。
- Jacobus de Voragine. “And next followeth of S. Agnes, and first the interpretation of her name.”. The Golden Legend: Volume II. 2016年1月28日閲覧。